# We’ve Got It Goin’ On
We’ve Got It Goin’ On (englisch für „Wir haben es in Gang gebracht“) ist ein Lied der US-amerikanischen Boygroup Backstreet Boys aus dem Jahr 1995. Es wurde im gleichen Jahr als Debütsingle der Band veröffentlicht.

## Entstehung und Veröffentlichung
Das Lied wurde vom Briten Herbert Crichlow sowie den beiden Schweden Max Martin und Dag Volle (Denniz PoP) geschrieben beziehungsweise komponiert. Letztere beiden zeichneten darüber hinaus für die Produktion verantwortlich.
Die Erstveröffentlichung von We’ve Got It Goin’ On erfolgte als Single am 11. September 1995 bei Jive Records. Es handelt sich dabei um die Debütsingle der Band. Am 6. Mai 1996 erschien das Lied als Teil des nach der Band benannten Debütalbums.

## Inhalt
Im Liedtext geht es um eine Feier, zu der alle Menschen zusammenkommen, um Spaß zu haben und zur Musik zu tanzen.

## Musikvideo
Das dazugehörigen Musikvideo entstand unter der Regie von Lionel C. Martin. Im April 2011 veröffentlichte die Band das Video auf der Videoplattform YouTube, wo es bis November 2023 über 34 Millionen Aufrufe zählte.

## Kommerzieller Erfolg

### Chartplatzierungen
| ChartsChartplatzierungen       | Höchstplatzierung | Wochen |
| ------------------------------ | ----------------- | ------ |
| Deutschland (GfK)              | 4 (29 Wo.)        | 29     |
| Österreich (Ö3)                | 3 (16 Wo.)        | 16     |
| Schweiz (IFPI)                 | 3 (26 Wo.)        | 26     |
| Vereinigte Staaten (Billboard) | 69 (20 Wo.)       | 20     |
| Vereinigtes Königreich (OCC)   | 3 (10 Wo.)        | 10     |

| ChartsJahrescharts (1996)    | Platzierung |
| ---------------------------- | ----------- |
| Deutschland (GfK)            | 20          |
| Österreich (Ö3)              | 17          |
| Schweiz (IFPI)               | 5           |
| Vereinigtes Königreich (OCC) | 85          |

### Auszeichnungen für Musikverkäufe
| Land/Region        | Auszeichnungen für Musikverkäufe (Land/Region, Auszeichnung, Verkäufe) | Verkäufe |
| ------------------ | ---------------------------------------------------------------------- | -------- |
| Belgien (BRMA)     | Gold                                                                   | 25.000   |
| Deutschland (BVMI) | Gold                                                                   | 250.000  |
| Österreich (IFPI)  | Gold                                                                   | 25.000   |
| Insgesamt          | 3× Gold ·                                                              | 300.000  |

Hauptartikel: Backstreet Boys/Auszeichnungen für Musikverkäufe